# Crepidium oculatum
Crepidium oculatum là một loài thực vật có hoa trong họ Lan. Loài này được (Rchb.f.) Szlach. mô tả khoa học đầu tiên năm 1995.